# Подорожній і місячне сяйво
«Подорожній і місячне сяйво» (угор. Utas és holdvilág) — один із найвідоміших романів сучасної угорської літератури. Належить перу Антала Серба. Вперше опубліковано 1937 року.

## Синопсис
Головний герой роману — Міхай, романтичний і відсторонений молодий чоловік, який намагається приховати підліткове бунтарство під респектабельним конформізмом і одночасно відчуває небезпечний еротичний потяг.
Міхай свого медового місяця їде до Італії, намагаючись під час подорожі осмислити своє минуле.

## Персонажі
- Міхай — корінний житель Будапешта, з заможної родини.
- Ержі — його дружина.
- Янош Сепетнекі, Ервін, Тамаш та Єва Ульпіуси — старі друзі Міхая.
- Золтан Патакі — перший чоловік Ержі.

## Характеристика
У романі виявляються характерні для його часу впливи: вчення Зигмунда Фрейда про психоаналіз і сексуальну та емоційну клаустрофобію суспільства зі сильними католицькими та військовими традиціями. Попри них, роман має чітко виражену оригінальність.
Крім англійської, роман перекладено німецькою, французькою, італійською, іспанською, голландською, болгарською та хорватською мовами.

## Критика
Видання роману в 1990-2000-ні роки англійською мовою породило нову хвилю інтересу до творчості Антала Серба. Рецензії на роман опубліковано в провідних американських виданнях, зокрема, оглядач The Guardian, Ніколас Лезард (англ. Nichilas Lezard), журналіст та літературний критик, оцінив його вкрай високо. За словами Лезарда, він давно не зустрічав книги, яку зразу хотілося б перечитати, відзначаючи як автор передав сутність персонажів, його чудовий гумор та вміння давати короткі, але місткі описи. Також похвали відзначився перекладач на англійську Лен Рікс, який зумів показати майстерне виконання оригіналу.

## Переклади
Українською мовою роман переклав Олександр Вешелені.

## Публікації
- 1937 — Utas és holdvilág, Hungary, Révai, м'яка обкладинка (перше угорське видання)
- Подорожній і місячне сяйво. — Київ : Знання, 2022. — 240 с. — (Голоси Європи) — ISBN 9786170708571., тверда обкладинка (перше українське видання)
- 1994 — 0595278787 The Traveler, New York, USA, Püski-Corvin Books, ISBN 0-915951-21-5, переклад Петера Харгітаї (перше англійське видання)
- 2001 — Journey by Moonlight, London, Pushkin Press, ISBN 1-901285-37-5, м'яка обкладинка, переклад Лена Рікса
- 2012 — «Putnik i mjesečina», Zagreb, Croatia, ISBN 978-953-332-000-7, Naklada OceanMore, м'яка обкладинка (перше хорватське видання)
- 2018 Путник и лунный свет, Москва, Водолей, ISBN 978–5–91763–420–3, переклад Майї Цесарської (російське видання)